# 1. Volleyball-Club Wiesbaden
Il 1. Volleyball-Club Wiesbaden è una società pallavolistica femminile tedesca, con sede a Wiesbaden: milita nel campionato tedesco di 1. Bundesliga.

## Storia
Il 1. Volleyball-Club Wiesbaden è stato fondato nel 1977: ha partecipato fin da subito alla 1. Bundesliga, ottenendo anche qualche qualificazione alle competizioni europee, come quando ha partecipato alla prima edizione della Coppa CEV, arrivando al terzo posto. Al termine della stagione 1983-84 retrocede in 2. Bundesliga, mentre nel 1998 scende nelle categorie regionali.
Dopo diverse promozioni il club di Wiesbaden ritorna nella 1. Bundesliga nella stagione 2004-05: ottiene il secondo posto nel campionato 2009-10, risultato che le consente nuovamente di partecipare ad una competizione europea, ossia la Challenge Cup 2010-11, mentre nella stagione 2012-13 raggiunge la finale in Coppa di Germania.

## Rosa 2021-2022
| N° | Nome                 | Ruolo | Data di nascita  | Nazionalità sportiva |
| -- | -------------------- | ----- | ---------------- | -------------------- |
| 2  | Erica Handley        | P     | 22 aprile 1995   | Stati Uniti          |
| 3  | Liza Kastrup         | O     | 5 ottobre 1999   | Germania             |
| 4  | Tanja Großer         | S     | 27 novembre 1993 | Germania             |
| 5  | Justine Wong-Orantes | L     | 6 ottobre 1995   | Stati Uniti          |
| 7  | Pia Leweling         | S     | 4 gennaio 1998   | Germania             |
| 9  | Dalila-Lilly Topic   | C     | 13 novembre 1997 | Svezia               |
| 10 | Lena Große Scharmann | O     | 24 aprile 1998   | Germania             |
| 11 | Julia Osterloh       | C     | 9 aprile 1986    | Germania             |
| 12 | Nina Herelová        | C     | 30 luglio 1993   | Slovacchia           |
| 13 | Jaimeson Lee         | P     | 19 giugno 1998   | Stati Uniti          |
| 14 | Laura Künzler        | S     | 25 dicembre 1996 | Svizzera             |
| 15 | Anna Wruck           | C     | 24 febbraio 1993 | Stati Uniti          |
| 16 | Joyce Agbolossou     | S     | 15 gennaio 2002  | Germania             |
| 17 | Jenna Potts          | C     | 28 febbraio 1994 | Stati Uniti          |
| 18 | Květa Grabovská      | P     | 29 maggio 2002   | Rep. Ceca            |